# Elisabeth Plainacher

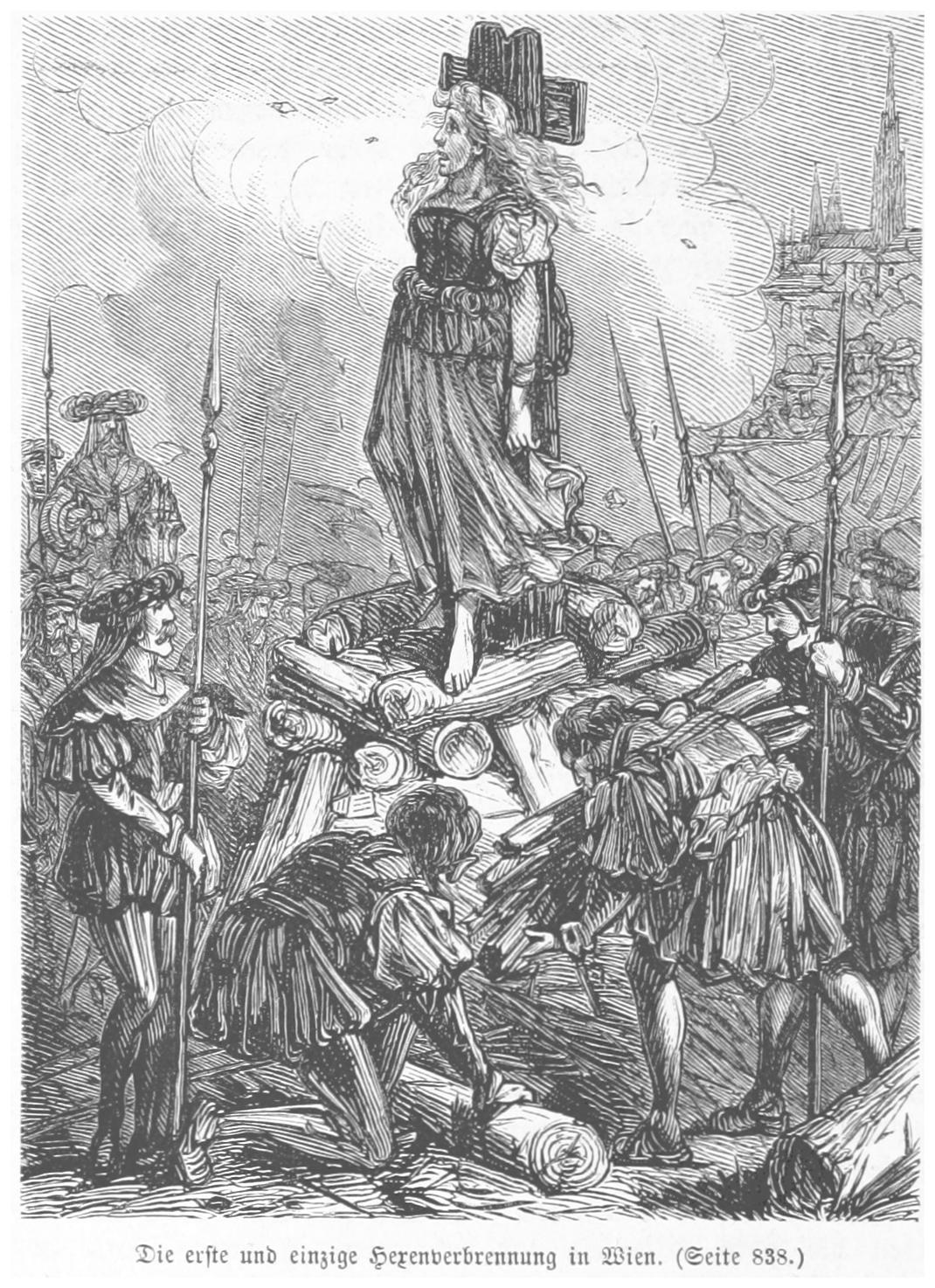
Elisabeth Plainacher

Elisabeth Plainacher, död 1583, var en österrikare som avrättades för häxeri. Hon är den enda person som blivit avrättad för häxeri i Wien.